# 안녕하세요 (2022년 영화)
《안녕하세요》는 2022년에 개봉한 대한민국의 영화이다.

## 캐스팅
- 김환희 : 박수미 역 (아역 : 이효비)
- 유선 : 정서진 역
- 이순재 : 박인수 역
- 송재림 : 바리스타 윤빛 역
- 박현숙 : 이선아 역
- 이윤지 : 정진아 역
- 오동민 : 최은석 역
- 윤주만 : 정한윤 역
- 차건우 : 백기한 역
- 임형태 : 정선 역
- 민경옥 : 순심 역
- 김시은 : 김희수 역
- 공재경 : 공 간호사 역
- 한아름 : 바닷가 동료 역
- 진미사 : 식당주인 역
- 박용 : 보육원 원장 역
- 한미자 : 편지 할머니 역
- 송진영 : 선아 아들 역
- 최준영 : 취객 동료 역
- 김명선 : 식당 종업원 역
- 정우진 : 정 간호사 역
- 정시훈 : 자원봉사 1 역
- 석혜진 : 자원봉사 1 역
- 김영희 : 환자 1 역
- 강일웅 : 환자 2 역
- 황복순 : 환자 3 역
- 이성열 : 환자 4 역
- 김선재 : 환자 5 역
- 변지현 : 사물놀이 아이 1 역
- 박예닮 : 사물놀이 아이 2 역
- 박예솔 : 사물놀이 아이 3 역
- 손채원 : 사물놀이 아이 4 역
- 변준호 : 사물놀이 아이 5 역
- 이정은 : 서진 수중 대역
- 박소윤 : 수미 대역
- 김선욱 : 의사 2 역
- 문선경 : 휠체어 환자 역
- 유수빈 : 방문객 역
- 오세호 : 탑승객 1 역
- 이승섭 : 탑승객 2 역
- 김동균 : 사진사 역 (우정출연)
- 정지순 : 취객 역 (우정출연)
- 탁우석 : 바닷가 아들 역 (우정출연)
- 이정은 : 낚시터 동료 역 (특별출연)
- 윤복인 : 바닷가 환자 역 (특별출연)
- 민경진 : 병원 원장 역 (특별출연)

## 수상
- 2022년 제10회 서울국제어린이영화제 후보 넥스트 제너레이션
- 2022년 제23회 전주국제영화제 후보 코리안 시네마